# Proteopsis
Proteopsis es un género monotípico de plantas fanerógamas perteneciente a la familia de las asteráceas. Su única especie: Proteopsis argentea, es originaria de Brasil donde se encuentra en el Cerrado distribuida por Minas Gerais.

## Taxonomía
Proteopsis argentea fue descrita por Mart. & Zucc. ex Sch.Bip. y publicado en Jahresbericht der Pollichia 20/21: 378. 1863.
Sinonimia
- Proteopsis argentea Mart. & Zucc. ex DC.
- Vernonia proteopsis DC.